# Alfred Worden

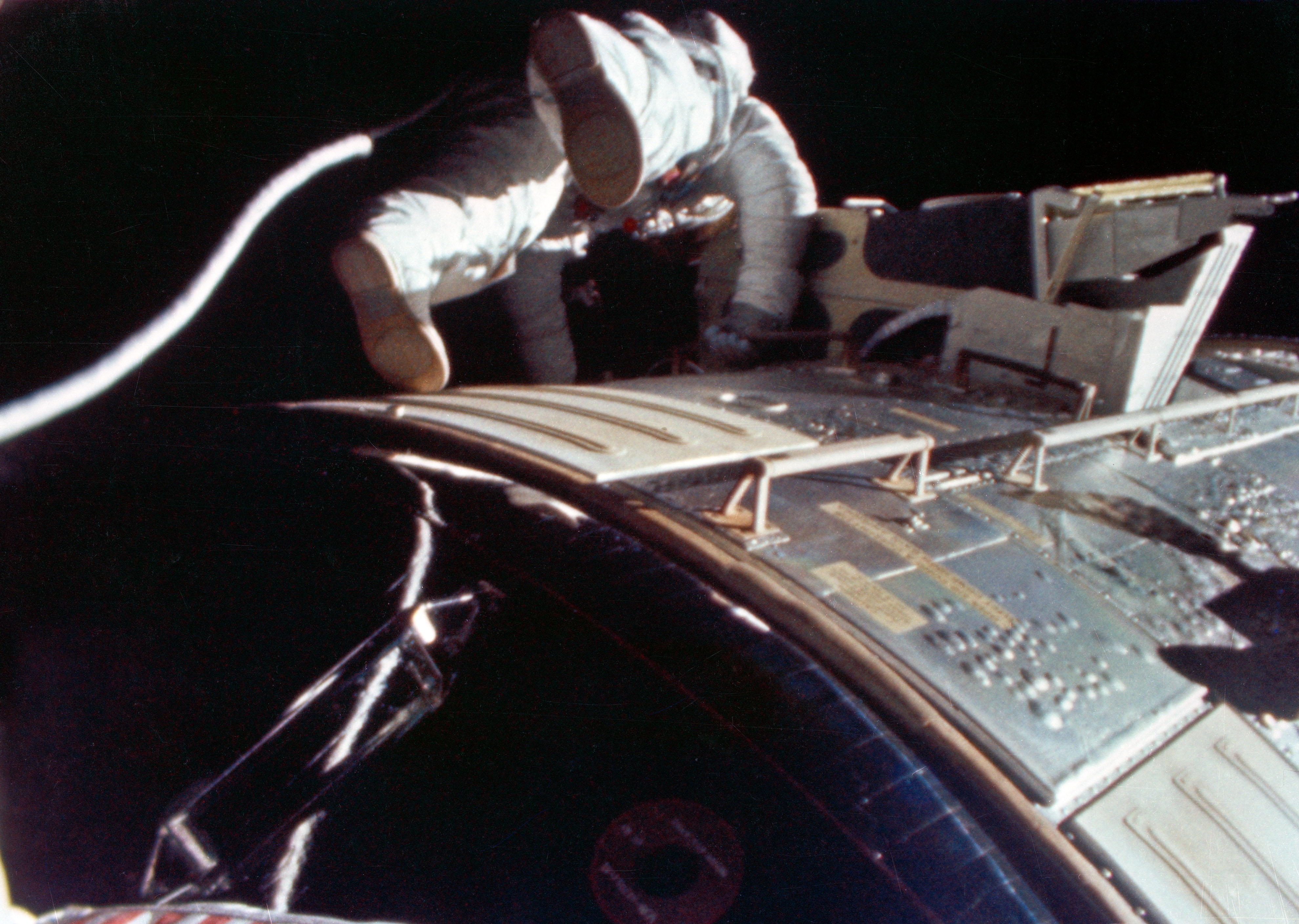
Ruimtewandeling van Alfred Worden

Alfred Merrill Worden (Jackson, 7 februari 1932 – Houston, 18 maart 2020) was een Amerikaans ruimtevaarder. Wordens eerste en enige ruimtevlucht was de Apollo 15-missie met een Saturnus V-draagraket die aanving op 26 juli 1971.
Worden maakte deel uit van NASA Astronaut Group 5. Deze groep van 19 astronauten werd op 4 april 1966 gepresenteerd aan het publiek en een maand later begonnen ze hun 15 maanden durende training. 
Hij was piloot van de commandomodule tijdens de Apollo 15-missie naar de Maan. Het was de negende bemande missie van het Apolloprogramma en de vierde waarbij op de Maan werd geland. Tijdens deze missie maakte hij één ruimtewandeling van 38 minuten tijdens de vlucht van de Maan naar de Aarde. Hij was tevens de reservepiloot voor Apollo 12 en hij maakte deel uit van de support crew voor Apollo 9. In 1975 verliet hij NASA en ging hij als astronaut met pensioen.